# Albert Boton
Albert Boton (Parijs, 17 april 1932) is een Frans letterontwerper en grafisch ontwerper. Hij leerde de stiel onder meer bij Adrian Frutiger aan de Parijse École Estienne. Hij werkte ook bij Frutiger in de Franse lettergieterij Deberny & Peignot. Nadien werkte hij aan de Studio Hollenstein, waarvoor hij een twintigtal exclusieve lettertypes ontwierp, onder meer Eras samen met Albert Hollenstein.
Boton was artdirector bij verschillende reclame- en ontwerpbureaus, waaronder Delpire en Carré Noir. Hij ontwierp huisstijl, logotypes en speciale lettertypes voor diverse multinationals. Hij gaf ook les in kalligrafie en lettertekenen aan de École nationale supérieure des arts décoratifs en het Atelier national de recherche typographique.

## Enkele lettertypen[1]
- Black Boton (1970)
- Carré Noir (1996)
- Chinon
- FF Aircraft (2002)
- FF Cellini (2003)
- FF District (2004)
- FF Elegie (2002)
- FF Page (sans en serif) (2003)
- FF Studio (2002)
- FF Tibere (2003)
- FF Zan (2002)
- ITC Elan (1985)
- ITC Eras (1976)
- Jackson
- Jubilee Lines
- Linex Sans (2003)
- Linex Sweet
- Memo
- PL Brazilia (1960)
- Pompei en Pompei New (2004)
- Scherzo
- Watch Outline